# John Hilton Edwards
John Hilton Edwards (26 maart 1928 – 11 oktober 2007) was een Brits geneticus.
Hij werd bekend als degene die in 1960 het naar hem genoemde syndroom van Edwards ofwel trisomie 18 beschreef.
- Bibliothèque nationale de France: cb166423512 (data)
- International Standard Name Identifier: 0000 0001 1630 5878
- Library of Congress Control Number: n88090946
- Nationale Bibliotheek van Tsjechië: xx0222489
- Nationale Bibliotheek van Israël: 987007442339105171
- Nederlandse Thesaurus van Auteursnamen: 071109900
- Système universitaire de documentation: 149871546
- Virtual International Authority File: 43387679
- WorldCat: E39PBJhxkQdpWcpyWVMBM8JFKd